# Centre de la Imatge (Mèxic)
El Centre de la Imatge (en castellà: Centro de la Imagen) és un espai dedicat a la investigació, la formació, l'anàlisi i la divulgació de la fotografia i la imatge entre diversos públics. Està situat a la Plaça de la Ciutadella, al Centre Històric de la Ciutat de Mèxic, i va ser creat l'any 1994 pel Consell Nacional per a la Cultura i les Arts. Des de 2015 depèn de la Secretaria de Cultura. Va ser fundat com una iniciativa de la comunitat fotogràfica, continuació del Consell Mexicà de Fotografia. La directora fundadora és Patricia Mendoza, i després Alejandro Castellanos. Entre la gent que ha treballat aquí destaquen Alfonso Morales, Patricia Gola, Pablo Ortiz Monasterio i Gustavo Prado.

## Patrimoni
El centre té com una de les seves activitats principals la conservació de fotografies. Per a això, ha reunit una col·lecció de positius en paper i diapositives. Cal destacar que la col·lecció de diapositives inclou les exposicions presentades a la institució.
El patrimoni complet pot ser consultat per investigadors i estudiants. A més, parts de la col·lecció es presenten tant en el centre com en altres institucions.

## Sales
El centre compta amb sis sales, algunes d'elles especialitzades en les mostres en vídeo i en les noves tecnologies.

## Fotosetembre
Al 1993 va començar a organitzar-se un festival de fotografia anomenat Fotosetembre (en castellà, l'idioma original: Fotoseptiembre), coordinat pel Centre de la Imatge. Fins a l'any 2005 s'havien realitzat set edicions, i fins llavors es van presentar aproximadament 3.000 exposicions, visitades per milions de persones.
Des de la seva creació, l'objectiu del Fotosetembre ha estat donar suport a la disseminació de l'activitat fotogràfica a tot el país. Aquest festival ha motivat la realització d'edicions locals, mateixes que s'associen a la convocatòria del Centre de la Imatge i entre les quals destaquen l'organitzada a l'estat de Sonora, així com les que tenen lloc en ciutats com Aguascalientes, Guadalajara, Morelia, Oaxaca, Puebla, San Luis Potosí i Tijuana. A partir del 2000, Fotosetembre formava part del Festival de la Llum, la xarxa de festivals internacionals de fotografia més important del món.

## Publicacions
El Centre de la Imatge publica la revista bilingüe espanyol/anglès "Luna Cornea" com un espai de reflexió i anàlisi sobre la fotografia. El primer número es va publicar a l'hivern 1992-1993 i l'últim, el nombre 35, al 2014.